# Sándor II. Bonnaz

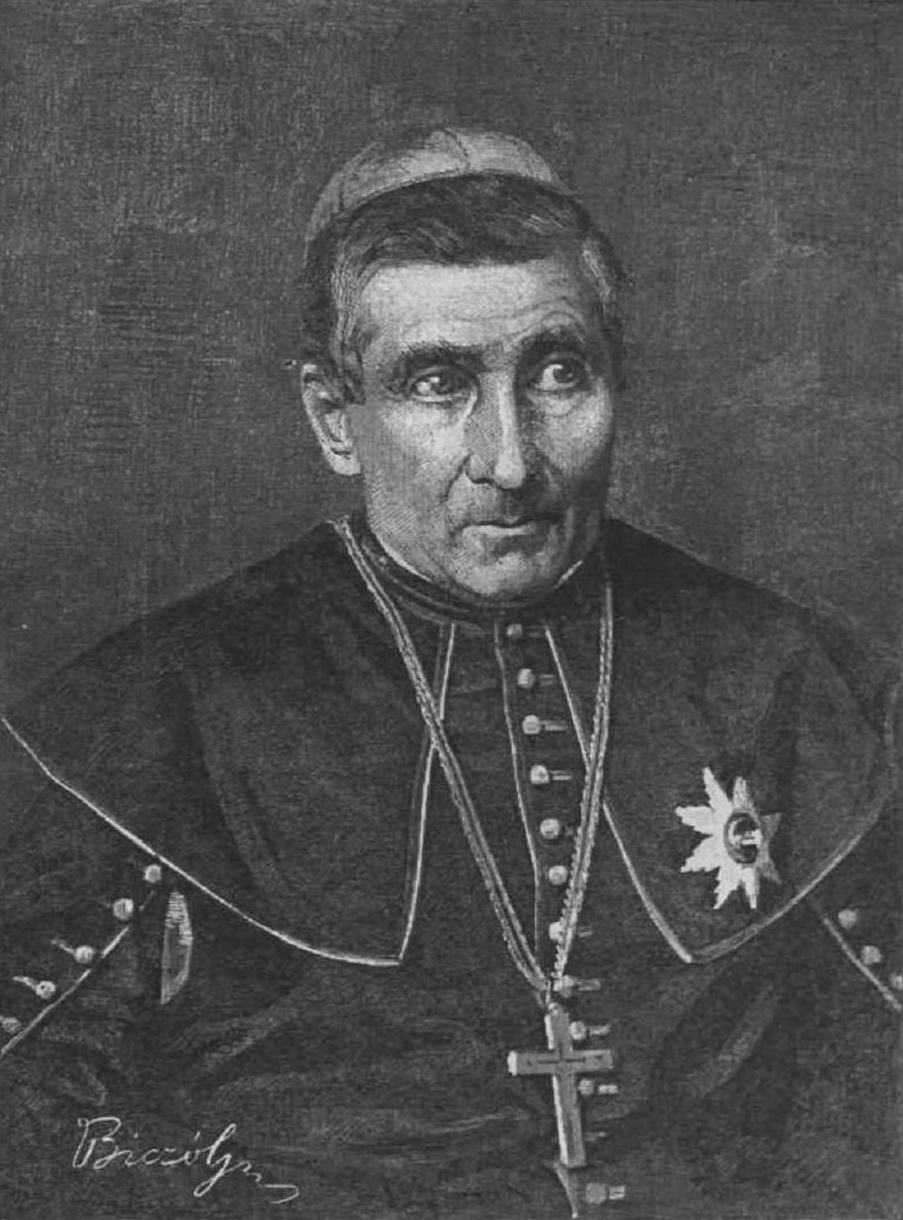
Alexander Bonnaz

Alexander Bonnaz (* 11. August 1812 in Challex, Frankreich; † 9. August 1889 in Temeswar, Österreich-Ungarn, heute Rumänien) war Bischof des Csanáder Bistums.

## Leben

### Kindheit, Jugend und Studium
Alexander Bonnaz erblickte das Licht der Welt in Challex, in der französischen Diözese Belley. Sein Vater, Jean Antoine Bonnaz, war Lehrer und hatte im Heer Napoleons I. als Leutnant gedient, seine Mutter war Francoise Hugueniot zu Marongy. Der Vater fiel in der Leipziger Völkerschlacht 1813, worauf die Mutter mit dem 7-jährigen Knaben nach Ungarn zog, wo der Bruder seines Großvaters, Anton Bonnaz, in Triebswetter (Komitat Torontál) Pfarrer war. Dieser sandte ihnen das Reisegeld zu, holte sie in Pest ab, und brachte sie mit der Postkutsche über Szeged und Groß-Sankt-Nikolaus nach Triebswetter, wo sich bereits viele französische Ansiedler niedergelassen hatten.
Nach der Volksschule in Triebswetter besuchte Alexander Bonnaz (1824–1831) das Gymnasium in Arad, Temeswar und Szeged. Von 1831 bis 1833  studierte er Philosophie in Szeged und von 1833 bis 1837 Theologie am Wiener Pazmaneum, wo er Studienkollege der späteren ungarischen Kardinäle Ludwig Haynald und Johann Simor war.

### Priester
Am 17. August 1837 wurde Alexander Bonnaz von Bischof Lonovics in der Domkirche zu Temeswar zum Priester geweiht. Zwischen 1837 und 1838 war er als Kaplan in Karánsebes tätig, 1838 als Vizenotar und Protokollführer in der bischöflichen Aula. 1839–1840 war er Professor für Moral- und Pastoraltheologie am Priesterseminar in Temeswar. Von 1840 bis 1853 wurde er als Nachfolger seines Großonkels Pfarrer in Triebswetter. 1850 wurde er zum Schulinspektor für die deutschen und madjarischen Schulen in der Wojewodschaft Serbien und Temescher Banat ernannt.
Nach Ablegung des Diensteides wurde er 1851 Konsistorialassessor, 1853 Statthalterbeirat, 1853–1860 Domherr der Csanáder Diözese, 1854 mit dem Ritterkreuz des Ordens der Eisernen Krone III. Klasse ausgezeichnet. 1855–1860 war er Konservator zur Erforschung und Erhaltung der Baudenkmäler in der Wojewodschaft Serbien und Temescher Banat.

### Bischof
Am 7. Juni 1860 wurde Alexander Bonnaz von Kaiser Franz Joseph I. zum Csanáder Bischof ernannt. Am 28. September fand die Präkonisation durch Papst Pius IX. statt, am  4. November die Konsekration durch den Kalotschaer Erzbischof Jozef Kunszt und am 18. Dezember 1860 die Inthronisation in der Domkirche zu Temeswar.
Alexander Bonnaz weilte 1862 vier Monate in Rom, wurde vom Papst zum Päpstlichen Thronassistenten ernannt. 1867 erhielt er das Ritterkreuz des Ordens der Eisernen Krone I. Klasse und wurde Wirklicher Geheimer Rat. Von 1869 bis 1870 nahm er am Vatikanischen Konzil teil. 1870 erlitt er einen Nervenzusammenbruch, von dem er sich nicht mehr recht erholen konnte. Ab 1874 versah Weihbischof Josef Georg Németh die Bischofsagenden. In der Zeit seiner Krankheit hielt Bonnaz sich öfters im Franziskanerkloster Maria Radna und in dem deutschen Bergdorf Franzdorf auf. Er starb am 9. August 1889 im Bischofspalais und wurde am 12. August 1889 in der Domkrypta beigesetzt. Die Grabrede hielt der spätere Kardinal Lorenz Schlauch.

### Wohltäter
Alexander Bonnaz war ein großer Wohltäter. Mit 100.000 Gulden stiftete er zwei neue Domherrnstellen, mit weiteren 100.000 Gulden stiftete er im Hofe des alten Seminars das Knabeninstitut Emericaneum für Studenten und genau so viel verlieh er dem Pensionsfonds der Geistlichen. Weitere 100.000 Gulden verwendete er für den Bau neuer Notre-Dame-Klosterschulen. In der Josefstadt ließ er den Schulschwestern ein Mutterhaus erbauen. Gymnasium und Elementarschule, Lehrerinnenbildungsanstalt und Fortbildungsschule, Kindergarten und Pensionat waren darin untergebracht. Die Straße vor diesem Institut erhielt seinen Namen. Er stiftete auch ein katholisches Mädchenwaisenhaus und ließ überdies zahlreiche Schulen und Kirchen erbauen. Seine Spenden und Stiftungen überstiegen 2 Millionen Gulden. Alexander Bonnaz hat über 40 Gotteshäuser in der Csanáder Diözese ganz oder teilweise finanziert.